# Замок Даффилд
Замок Даффилд (англ. Duffield Castle) — норманнский замок в Даффилде, графство Дербишир. Входит в список запланированных памятников древности (Scheduled Ancient Monument).

## История замка
Замок был расположен на крутом скалистом мысе с видом на реку, что удобно с точки зрения защиты; хотя неизвестно, была ли эта местность заселена в доисторические времена. В руинах было найдено значительное количество римской или романо-британской керамики, в том числе черепицу римского образца. И хотя некоторые из находок были переданы после обнаружения в Музей и художественую галерею Дерби, а другие содержались в приходских помещениях, многие из них пропали.
В 1066 году или около него Генрих де Феррьер за заслуги перед Вильямом Завоевателем получил земли в Дербишире, ныне известные как Даффилд Фрит (Duffield Frith). Он построил замок Татбери как столицу, и замок Даффилд — для защиты земель на севере (Даффилд, предположительно, был построен из дерева). Его третий сын Роберт отличился в Битве штандартов против шотландцев в 1138 году, и был награждён титулом графа Дерби. Внук Роберта, Уильям, в 1162 году присоединился к сыновьям короля Генриха II Плантагенета в восстании, был лишён титулов, обратился к королю с прошением, был помилован, но в 1173 году оба замка были разрушены из-за недоверия короля. Следующий Уильям был в фаворе у короля Иоанна Безземельного и восстановил графство и ряд усадеб; тогда же замки были отстроены в камне. Граф Роберт, относившийся к седьмому поколению, восстал против Генриха III, был помилован, но вновь восстал в 1269 году; замок Даффилд был уничтожен при подавлении восстания. Несмотря на то, что руины заросли, сохранялась память о том, что замок ранее был здесь. В 1769 году мистер Рейнольд (Reynold) пишет, что замок Даффилд стоял на возвышении у верхнего края города Даффилд и у реки Деруэнт, частично напротив Макини (Makeney), и местность эту до сих пор называют замком-садом, несмотря на отсутствие видимых руин замка выше дёрна.

## Археологические исследования
Изучение руин началось в 1885 году. В археологических исследованиях в основании замка был обнаружен классический норманнский мотт и бейли 98 футов в длину и 95 футов в ширину, над которым была каменная надстройка. Основание было сохранено и в 1899 году передано в Национальный фонд как ранний археологический памятник. Дальнейшие исследования проводились в 1930 и в 1957 годах; в них было сделано малое количество средневековых находок. Университет Бредфорда произвёл геофизическое исследование местности в 2001 году, и обнаружил следы структур того же периода на юге и юго-востоке от замка; изыскиваются средства на дальнейшее изучение данных объектов, включая предположительные остатки стен и близкие к прямоугольным структуры. Неясно, относятся ли эти объекты к замку или к более раннему поселению.

## Современное состояние
Замок находится в черте города, используется как небольшой городской парк. Рядом проходит дорога A6.